# Foro do burgo de Castro Caldelas

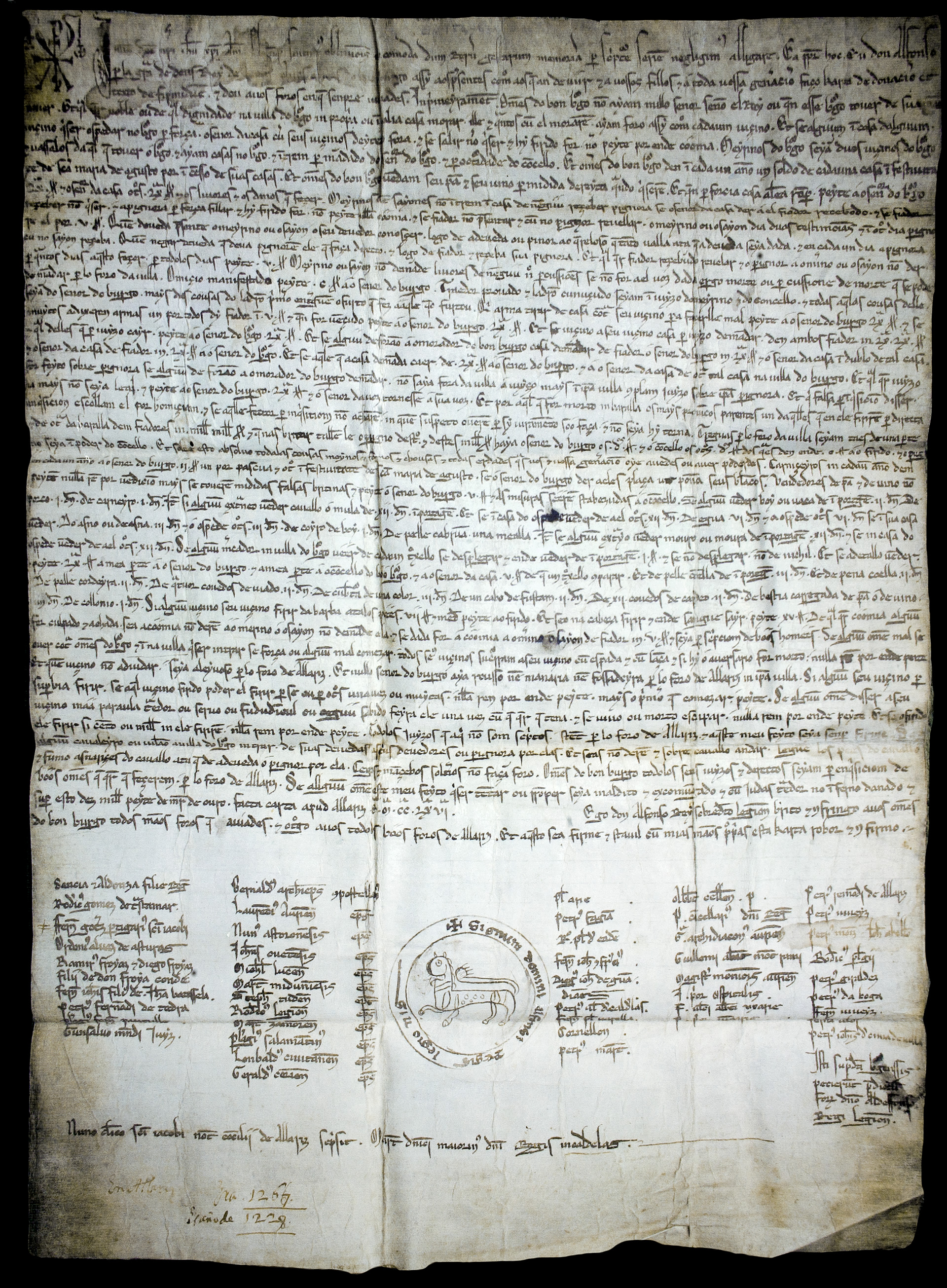
O foro do bõ burgo de Castro Caldelas, privilégio entregado pelo rei Afonso IX. Allariz, 1228.

O Foro do bõ burgo de Castro Caldelas foi considerado por alguns o documento mais antigo conhecido escrito em galego-português na Galiza. A data mencionada é de 1228 , mas essa corresponde ao original latino e não à tradução para romance, provavelmente produzida no último quartel do séc. XIII. Nele el-rei Afonso IX outorga aos cidadãos desta vila os seus foros e regula o seu regime.
O texto começa assim:
| “ | Eu don Alfonso porla gratia de Deus Rey de Leon a vos omes..., assy aos presentes como aos que an de víír et a vossos fillos et a toda vossa generacion faço karta de donacion... | ” |